# Dorcasina
Dorcasina is een kevergeslacht uit de familie van de boktorren (Cerambycidae). De wetenschappelijke naam van het geslacht werd voor het eerst geldig gepubliceerd in 1913 door Casey.

## Soorten
Dorcasina omvat de volgende soorten:
- Dorcasina grossa (LeConte, 1873)
- Dorcasina matthewsii (LeConte, 1869)